# Apterona helicinella
Apterona helicinella is een vlinder uit de familie zakjesdragers (Psychidae). De wetenschappelijke naam van deze soort is voor het eerst geldig gepubliceerd in 1846 door Herrich-Schäffer.
De soort komt voor in Europa.